# BR-481
Pour les articles homonymes, voir Route 481.
La BR-481 est une route fédérale de liaison de l'État du Rio Grande do Sul qui débute sur le territoire de la municipalité de Cruz Alta, au Nord-Ouest de l'État et s'achève à Novo Cabrais, au Centre-Est du même. Son point de départ se trouve à l'embranchement avec la BR-158, à 8 km au sud de Cruz Alta et elle s'achève à la jonction avec la BR-153/287. Entre Sobradinho et le district de Vila São João de la commune de Paraíso do Sul, la route est en terre.
Elle dessert, les villes :
- Boa Vista do Incra
- Fortaleza dos Valos
- Salto do Jacuí
- Jacuizinho
- Estrela Velha
- Arroio do Tigre
- Sobradinho
- Lagoa Bonita do Sul
- Paraíso do Sul
- Cerro Branco

Elle fait 167,6 km de long (y compris les tronçons non construits).